# Monument (cyclisme)
Monument du cyclisme est un qualificatif attribué à cinq courses cyclistes classiques généralement considérées comme les épreuves d’une journée les plus anciennes, les plus difficiles et les plus prestigieuses du cyclisme sur route,.
Les cinq monuments sont Milan-San Remo, le Tour des Flandres, Paris-Roubaix, Liège-Bastogne-Liège et le Tour de Lombardie.

## Historique

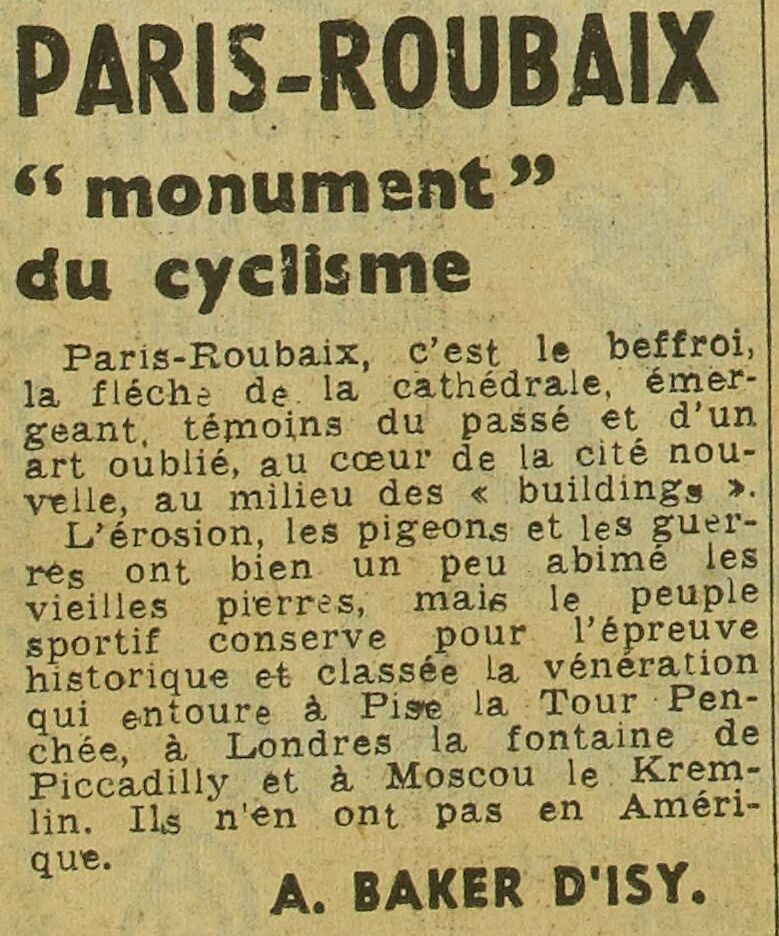
.

L’expression « monument du cyclisme » est assez tôt employée à propos de courses comme le Tour de France, Bordeaux-Paris ou Paris-Brest-Paris, ou même de coureurs ou de leur dos. Ainsi, dès 1904, Henri Desgrange écrivait ceci dans L’Auto : « Le “Tour de France” est terminé et sa seconde édition aura, je le crains bien, été aussi la dernière. […] Et, pourtant, il nous avait semblé et il nous semble encore que nous avions édifié avec cette grande épreuve le monument le plus durable et le plus imposant du sport cycliste. »
Albert Baker d’Isy (1906-1968), journaliste sportif français, spécialisé dans le cyclisme, titre en 1949 un article de presse du quotidien Ce Soir : Paris-Roubaix, « monument » du cyclisme.
Le terme Monument du cyclisme est repris dès 1950 quand un autre journaliste, Jacques Goddet (1905-2000), célèbre la victoire de Fausto Coppi dans Paris-Roubaix par ces mots : « Monument du cyclisme international, Paris-Roubaix écrasait les coureurs de sa légende comme de ses difficultés diaboliques. Semblant ignorer le charivari des pavés, le « prodigissime » l’a écrasé. »
Le terme « monument » finit, à la fin du XXe siècle, par ne plus désigner que les cinq classiques les plus prestigieuses, à savoir Milan-San Remo, le Tour des Flandres, Paris-Roubaix, Liège-Bastogne-Liège et le Tour de Lombardie. Ces cinq courses sont les seules du calendrier de l’UCI World Tour à être répertoriées en catégorie 3, les catégories 1 (Tour de France) et 2 (Tour d’Italie et Tour d’Espagne) désignant les trois Grands Tours et les catégories 4 à 6 reprenant les autres courses d’un jour ou par étapes de niveau mondial.

## Liste des courses
Les cinq monuments du cyclisme sont les suivants :
- Milan-San Remo - La première grande classique de l’année, son surnom italien est La Primavera (le printemps) ou La Classicissima (superclassique), car elle a lieu à la fin du mois de mars, sous le soleil. Première course en 1907, elle est considérée comme une classique de sprinteur. Cette course est particulièrement longue (environ 300 km) principalement plate mais ponctuée de plusieurs capi (courtes côtes) en fin de course le long de la Mer Ligurienne, ce qui favorise les puncheurs ou les sprinteurs qui ont pu suivre les meilleurs.
- Tour des Flandres - Le Ronde van Vlaanderen en néerlandais, la première des classiques pavées, est disputé chaque premier dimanche d’avril. Il a eu lieu pour la première fois en 1913, ce qui en fait le plus jeune des cinq monuments. Connu pour ses courtes montées pavées et abruptes (bergs) des Ardennes flamandes, le parcours oblige les meilleurs coureurs à se battre pour l’espace à l’avant. Le parcours change légèrement chaque année : depuis 2022, la course commence alternativement à Anvers ou à Bruges et depuis 2012 se termine à Audenarde.
- Paris-Roubaix - La Reine des Classiques ou l’Enfer du Nord est courue traditionnellement une semaine après le Tour des Flandres et est la dernière des flandriennes. Elle a été organisée pour la première fois en 1896. Ses endroits stratégiques sont les nombreux longs tronçons de pavé qui en font la course d’un jour la plus désagréable. Elle est considérée par beaucoup comme l’événement cycliste le plus héroïque d’une journée de l’année. La course au tracé plat se termine sur l’emblématique vélodrome de Roubaix. À la fin de la course, les coureurs sont généralement couverts de terre et / ou de boue dans ce qui est considéré comme l’un des tests d’endurance mentale et physique les plus durs de tout le cyclisme.
- Liège-Bastogne-Liège - Tenue fin avril, la Doyenne, la plus ancienne des classiques, est la dernière des classiques ardennaises et généralement la dernière des courses de printemps. Elle a été organisée pour la première fois en 1892 en tant qu’événement amateur ; une édition professionnelle suivit en 1894. C’est une course longue et ardue qui se distingue par ses nombreuses côtes dans l’Ardenne belge, privilégiant les grimpeurs et même les spécialistes des grands tours.
- Tour de Lombardie - Il Lombardia en italien, la Classique des feuilles mortes, c’est la seule à prendre place à la fin de la saison (fin septembre-début octobre). Initialement organisée sous le nom de Milan-Milan en 1905, elle prend le nom Giro di Lombardia en 1907. L’épreuve se distingue par son parcours vallonné et varié autour du lac de Côme. Il est souvent remporté par des grimpeurs avec une bonne pointe de vitesse.

## Palmarès
| Année | Milan-San Remo           | Tour des Flandres        | Paris-Roubaix              | Liège-Bastogne-Liège             | Tour de Lombardie            |
| ----- | ------------------------ | ------------------------ | -------------------------- | -------------------------------- | ---------------------------- |
| 1892  |                          |                          |                            | Léon Houa                        |                              |
| 1893  |                          |                          |                            | Léon Houa (2)                    |                              |
| 1894  |                          |                          |                            | Léon Houa (3)                    |                              |
| 1895  |                          |                          |                            |                                  |                              |
| 1896  |                          |                          | Josef Fischer              |                                  |                              |
| 1897  |                          |                          | Maurice Garin              |                                  |                              |
| 1898  |                          |                          | Maurice Garin (2)          |                                  |                              |
| 1899  |                          |                          | Albert Champion            |                                  |                              |
| 1900  |                          |                          | Émile Bouhours             |                                  |                              |
| 1901  |                          |                          | Lucien Lesna               |                                  |                              |
| 1902  |                          |                          | Lucien Lesna (2)           |                                  |                              |
| 1903  |                          |                          | Hippolyte Aucouturier      |                                  |                              |
| 1904  |                          |                          | Hippolyte Aucouturier (2)  |                                  |                              |
| 1905  |                          |                          | Louis Trousselier          |                                  | Giovanni Gerbi               |
| 1906  |                          |                          | Henri Cornet               |                                  | Cesare Brambilla             |
| 1907  | Lucien Petit-Breton      |                          | Georges Passerieu          |                                  | Gustave Garrigou             |
| 1908  | Cyrille Van Hauwaert     |                          | Cyrille Van Hauwaert       | André Trousselier                | François Faber               |
| 1909  | Luigi Ganna              |                          | Octave Lapize              | Victor Fastre                    | Giovanni Cuniolo             |
| 1910  | Eugène Christophe        |                          | Octave Lapize (2)          |                                  | Giovanni Micheletto          |
| 1911  | Gustave Garrigou         |                          | Octave Lapize (3)          | Joseph Van Daele                 | Henri Pélissier              |
| 1912  | Henri Pélissier          |                          | Charles Crupelandt         | Omer Verschoore                  | Carlo Oriani                 |
| 1913  | Odile Defraye            | Paul Deman               | François Faber             | Maurice Moritz                   | Henri Pélissier (2)          |
| 1914  | Ugo Agostoni             | Marcel Buysse            | Charles Crupelandt (2)     |                                  | Lauro Bordin                 |
| 1915  | Ezio Corlaita            |                          |                            |                                  | Gaetano Belloni              |
| 1916  |                          |                          |                            |                                  | Leopoldo Torricelli          |
| 1917  | Gaetano Belloni          |                          |                            |                                  | Philippe Thys                |
| 1918  | Costante Girardengo      |                          |                            |                                  | Gaetano Belloni (2)          |
| 1919  | Angelo Gremo             | Henri Van Lerberghe      | Henri Pélissier            | Léon Devos                       | Costante Girardengo          |
| 1920  | Gaetano Belloni (2)      | Jules Van Hevel          | Paul Deman                 | Léon Scieur                      | Henri Pélissier (3)          |
| 1921  | Costante Girardengo (2)  | René Vermandel           | Henri Pélissier (2)        | Louis Mottiat                    | Costante Girardengo (2)      |
| 1922  | Giovanni Brunero         | Léon Devos               | Albert Dejonghe            | Louis Mottiat (2)                | Costante Girardengo (3)      |
| 1923  | Costante Girardengo (3)  | Henri Suter              | Henri Suter                | René Vermandel                   | Giovanni Brunero             |
| 1924  | Pietro Linari            | Gérard Debaets           | Jules Van Hevel            | René Vermandel (2)               | Giovanni Brunero (2)         |
| 1925  | Costante Girardengo (4)  | Julien Delbecque         | Félix Sellier              | Georges Ronsse                   | Alfredo Binda                |
| 1926  | Costante Girardengo (5)  | Denis Verschueren        | Julien Delbecque           | Dieudonné Smets                  | Alfredo Binda (2)            |
| 1927  | Pietro Chesi             | Gérard Debaets (2)       | Georges Ronsse             | Maurice Raes                     | Alfredo Binda (3)            |
| 1928  | Costante Girardengo (6)  | Jan Mertens              | André Leducq               | Ernest Mottard                   | Gaetano Belloni (3)          |
| 1929  | Alfredo Binda            | Joseph Dervaes           | Charles Meunier            | Alfons Schepers                  | Pietro Fossati               |
| 1930  | Michele Mara             | Frans Bonduel            | Julien Vervaecke           | Hermann Buse                     | Michele Mara                 |
| 1931  | Alfredo Binda (2)        | Romain Gijssels          | Gaston Rebry               | Alfons Schepers (2)              | Alfredo Binda (4)            |
| 1932  | Alfredo Bovet            | Romain Gijssels (2)      | Romain Gijssels            | Marcel Houyoux                   | Antonio Negrini              |
| 1933  | Learco Guerra            | Alfons Schepers          | Sylvère Maes               | François Gardier                 | Domenico Piemontesi          |
| 1934  | Joseph Demuysère         | Gaston Rebry             | Gaston Rebry (2)           | Théo Herckenrath                 | Learco Guerra                |
| 1935  | Giuseppe Olmo            | Louis Duerloo            | Gaston Rebry (3)           | Alfons Schepers (3)              | Enrico Mollo                 |
| 1936  | Angelo Varetto           | Louis Hardiquest         | Georges Speicher           | Albert Beckaert                  | Gino Bartali                 |
| 1937  | Cesare Del Cancia        | Michel D’Hooghe          | Jules Rossi                | Éloi Meulenberg                  | Aldo Bini                    |
| 1938  | Giuseppe Olmo (2)        | Edgard De Caluwé         | Lucien Storme              | Alfons Deloor                    | Cino Cinelli                 |
| 1939  | Gino Bartali             | Karel Kaers              | Emile Masson               | Albert Ritserveldt               | Gino Bartali (2)             |
| 1940  | Gino Bartali (2)         | Achiel Buysse            |                            |                                  | Gino Bartali (3)             |
| 1941  | Pierino Favalli          | Achiel Buysse (2)        |                            |                                  | Mario Ricci                  |
| 1942  | Adolfo Leoni             | Briek Schotte            |                            |                                  | Aldo Bini (2)                |
| 1943  | Cino Cinelli             | Achiel Buysse (3)        | Marcel Kint                | Richard Depoorter                |                              |
| 1944  |                          | Rik Van Steenbergen      | Maurice Desimpelaere       |                                  |                              |
| 1945  |                          | Sylvain Grysolle         | Paul Maye                  | Jean Engels                      | Mario Ricci (2)              |
| 1946  | Fausto Coppi             | Rik Van Steenbergen (2)  | Georges Claes              | Prosper Depredomme               | Fausto Coppi                 |
| 1947  | Gino Bartali (3)         | Emiel Faignaert          | Georges Claes (2)          | Richard Depoorter (2)            | Fausto Coppi (2)             |
| 1948  | Fausto Coppi (2)         | Briek Schotte (2)        | Rik Van Steenbergen        | Maurice Mollin                   | Fausto Coppi (3)             |
| 1949  | Fausto Coppi (3)         | Fiorenzo Magni           | Serse Coppi André Mahé     | Camille Danguillaume             | Fausto Coppi (4)             |
| 1950  | Gino Bartali (4)         | Fiorenzo Magni (2)       | Fausto Coppi               | Prosper Depredomme (2)           | Renzo Soldani                |
| 1951  | Louison Bobet            | Fiorenzo Magni (3)       | Antonio Bevilacqua         | Ferdi Kübler                     | Louison Bobet                |
| 1952  | Loretto Petrucci         | Roger Decock             | Rik Van Steenbergen (2)    | Ferdi Kübler (2)                 | Giuseppe Minardi             |
| 1953  | Loretto Petrucci (2)     | Wim van Est              | Germain Derijcke           | Alois De Hertog                  | Bruno Landi                  |
| 1954  | Rik Van Steenbergen      | Raymond Impanis          | Raymond Impanis            | Marcel Ernzer                    | Fausto Coppi (5)             |
| 1955  | Germain Derijcke         | Louison Bobet            | Jean Forestier             | Stan Ockers                      | Cleto Maule                  |
| 1956  | Alfred De Bruyne         | Jean Forestier           | Louison Bobet              | Alfred De Bruyne                 | André Darrigade              |
| 1957  | Miguel Poblet            | Alfred De Bruyne         | Alfred De Bruyne           | Frans Schoubben Germain Derijcke | Diego Ronchini               |
| 1958  | Rik Van Looy             | Germain Derijcke         | Leon Van Daele             | Alfred De Bruyne (2)             | Nino Defilippis              |
| 1959  | Miguel Poblet (2)        | Rik Van Looy             | Noël Foré                  | Alfred De Bruyne (3)             | Rik Van Looy                 |
| 1960  | René Privat              | Arthur Decabooter        | Pino Cerami                | Ab Geldermans                    | Emile Daems                  |
| 1961  | Raymond Poulidor         | Tom Simpson              | Rik Van Looy               | Rik Van Looy                     | Vito Taccone                 |
| 1962  | Emile Daems              | Rik Van Looy (2)         | Rik Van Looy (2)           | Jef Planckaert                   | Jo de Roo                    |
| 1963  | Joseph Groussard         | Noël Foré                | Emile Daems                | Frans Melckenbeeck               | Jo de Roo (2)                |
| 1964  | Tom Simpson              | Rudi Altig               | Peter Post                 | Willy Bocklant                   | Gianni Motta                 |
| 1965  | Arie den Hartog          | Jo de Roo                | Rik Van Looy (3)           | Carmine Preziosi                 | Tom Simpson                  |
| 1966  | Eddy Merckx              | Edward Sels              | Felice Gimondi             | Jacques Anquetil                 | Felice Gimondi               |
| 1967  | Eddy Merckx (2)          | Dino Zandegù             | Jan Janssen                | Walter Godefroot                 | Franco Bitossi               |
| 1968  | Rudi Altig               | Walter Godefroot         | Eddy Merckx                | Valere Van Sweevelt              | Herman Van Springel          |
| 1969  | Eddy Merckx (3)          | Eddy Merckx              | Walter Godefroot           | Eddy Merckx                      | Jean-Pierre Monseré          |
| 1970  | Michele Dancelli         | Eric Leman               | Eddy Merckx (2)            | Roger De Vlaeminck               | Franco Bitossi (2)           |
| 1971  | Eddy Merckx (4)          | Evert Dolman             | Roger Rosiers              | Eddy Merckx (2)                  | Eddy Merckx                  |
| 1972  | Eddy Merckx (5)          | Eric Leman (2)           | Roger De Vlaeminck         | Eddy Merckx (3)                  | Eddy Merckx (2)              |
| 1973  | Roger De Vlaeminck       | Eric Leman (3)           | Eddy Merckx (3)            | Eddy Merckx (4)                  | Felice Gimondi (2)           |
| 1974  | Felice Gimondi           | Cees Bal                 | Roger De Vlaeminck (2)     | Georges Pintens                  | Roger De Vlaeminck           |
| 1975  | Eddy Merckx (6)          | Eddy Merckx (2)          | Roger De Vlaeminck (3)     | Eddy Merckx (5)                  | Francesco Moser              |
| 1976  | Eddy Merckx (7)          | Walter Planckaert        | Marc Demeyer               | Joseph Bruyère                   | Roger De Vlaeminck (2)       |
| 1977  | Jan Raas                 | Roger De Vlaeminck       | Roger De Vlaeminck (4)     | Bernard Hinault                  | Gianbattista Baronchelli     |
| 1978  | Roger De Vlaeminck (2)   | Walter Godefroot (2)     | Francesco Moser            | Joseph Bruyère (2)               | Francesco Moser (2)          |
| 1979  | Roger De Vlaeminck (3)   | Jan Raas                 | Francesco Moser (2)        | Dietrich Thurau                  | Bernard Hinault              |
| 1980  | Pierino Gavazzi          | Michel Pollentier        | Francesco Moser (3)        | Bernard Hinault (2)              | Fons De Wolf                 |
| 1981  | Fons de Wolf             | Hennie Kuiper            | Bernard Hinault            | Josef Fuchs                      | Hennie Kuiper                |
| 1982  | Marc Gomez               | René Martens             | Jan Raas                   | Silvano Contini                  | Giuseppe Saronni             |
| 1983  | Giuseppe Saronni         | Jan Raas (2)             | Hennie Kuiper              | Steven Rooks                     | Sean Kelly                   |
| 1984  | Francesco Moser          | Johan Lammerts           | Sean Kelly                 | Sean Kelly                       | Bernard Hinault (2)          |
| 1985  | Hennie Kuiper            | Eric Vanderaerden        | Marc Madiot                | Moreno Argentin                  | Sean Kelly (2)               |
| 1986  | Sean Kelly               | Adrie van der Poel       | Sean Kelly (2)             | Moreno Argentin (2)              | Gianbattista Baronchelli (2) |
| 1987  | Eric Mächler             | Claude Criquielion       | Eric Vanderaerden          | Moreno Argentin (3)              | Moreno Argentin              |
| 1988  | Laurent Fignon           | Eddy Planckaert          | Dirk Demol                 | Adrie van der Poel               | Charly Mottet                |
| 1989  | Laurent Fignon (2)       | Edwig Van Hooydonck      | Jean-Marie Wampers         | Sean Kelly (2)                   | Tony Rominger                |
| 1990  | Gianni Bugno             | Moreno Argentin          | Eddy Planckaert            | Eric Van Lancker                 | Gilles Delion                |
| 1991  | Claudio Chiappucci       | Edwig Van Hooydonck (2)  | Marc Madiot (2)            | Moreno Argentin (4)              | Sean Kelly (3)               |
| 1992  | Sean Kelly (2)           | Jacky Durand             | Gilbert Duclos-Lassalle    | Dirk De Wolf                     | Tony Rominger (2)            |
| 1993  | Maurizio Fondriest       | Johan Museeuw            | Gilbert Duclos-Lassalle(2) | Rolf Sørensen                    | Pascal Richard               |
| 1994  | Giorgio Furlan           | Gianni Bugno             | Andreï Tchmil              | Evgueni Berzin                   | Viatcheslav Bobrik           |
| 1995  | Laurent Jalabert         | Johan Museeuw (2)        | Franco Ballerini           | Mauro Gianetti                   | Gianni Faresin               |
| 1996  | Gabriele Colombo         | Michele Bartoli          | Johan Museeuw              | Pascal Richard                   | Andrea Tafi                  |
| 1997  | Erik Zabel               | Rolf Sørensen            | Frédéric Guesdon           | Michele Bartoli                  | Laurent Jalabert             |
| 1998  | Erik Zabel (2)           | Johan Museeuw (3)        | Franco Ballerini (2)       | Michele Bartoli (2)              | Oscar Camenzind              |
| 1999  | Andreï Tchmil            | Peter Van Petegem        | Andrea Tafi                | Frank Vandenbroucke              | Mirko Celestino              |
| 2000  | Erik Zabel (3)           | Andreï Tchmil            | Johan Museeuw (2)          | Paolo Bettini                    | Raimondas Rumšas             |
| 2001  | Erik Zabel (4)           | Gianluca Bortolami       | Servais Knaven             | Oscar Camenzind                  | Danilo Di Luca               |
| 2002  | Mario Cipollini          | Andrea Tafi              | Johan Museeuw (3)          | Paolo Bettini (2)                | Michele Bartoli              |
| 2003  | Paolo Bettini            | Peter Van Petegem (2)    | Peter Van Petegem          | Tyler Hamilton                   | Michele Bartoli (2)          |
| 2004  | Óscar Freire             | Steffen Wesemann         | Magnus Bäckstedt           | Davide Rebellin                  | Damiano Cunego               |
| 2005  | Alessandro Petacchi      | Tom Boonen               | Tom Boonen                 | Alexandre Vinokourov             | Paolo Bettini                |
| 2006  | Filippo Pozzato          | Tom Boonen (2)           | Fabian Cancellara          | Alejandro Valverde               | Paolo Bettini (2)            |
| 2007  | Óscar Freire (2)         | Alessandro Ballan        | Stuart O’Grady             | Danilo Di Luca                   | Damiano Cunego (2)           |
| 2008  | Fabian Cancellara        | Stijn Devolder           | Tom Boonen (2)             | Alejandro Valverde (2)           | Damiano Cunego (3)           |
| 2009  | Mark Cavendish           | Stijn Devolder (2)       | Tom Boonen (3)             | Andy Schleck                     | Philippe Gilbert             |
| 2010  | Óscar Freire (3)         | Fabian Cancellara        | Fabian Cancellara (2)      | Alexandre Vinokourov (2)         | Philippe Gilbert (2)         |
| 2011  | Matthew Goss             | Nick Nuyens              | Johan Vansummeren          | Philippe Gilbert                 | Oliver Zaugg                 |
| 2012  | Simon Gerrans            | Tom Boonen (3)           | Tom Boonen (4)             | Maxim Iglinskiy                  | Joaquim Rodríguez            |
| 2013  | Gerald Ciolek            | Fabian Cancellara (2)    | Fabian Cancellara (3)      | Daniel Martin                    | Joaquim Rodríguez (2)        |
| 2014  | Alexander Kristoff       | Fabian Cancellara (3)    | Niki Terpstra              | Simon Gerrans                    | Daniel Martin                |
| 2015  | John Degenkolb           | Alexander Kristoff       | John Degenkolb             | Alejandro Valverde (3)           | Vincenzo Nibali              |
| 2016  | Arnaud Démare            | Peter Sagan              | Mathew Hayman              | Wout Poels                       | Esteban Chaves               |
| 2017  | Michał Kwiatkowski       | Philippe Gilbert         | Greg Van Avermaet          | Alejandro Valverde (4)           | Vincenzo Nibali (2)          |
| 2018  | Vincenzo Nibali          | Niki Terpstra            | Peter Sagan                | Bob Jungels                      | Thibaut Pinot                |
| 2019  | Julian Alaphilippe       | Alberto Bettiol          | Philippe Gilbert           | Jakob Fuglsang                   | Bauke Mollema                |
| 2020  | Wout van Aert            | Mathieu van der Poel     | Annulé                     | Primož Roglič                    | Jakob Fuglsang               |
| 2021  | Jasper Stuyven           | Kasper Asgreen           | Sonny Colbrelli            | Tadej Pogačar                    | Tadej Pogačar                |
| 2022  | Matej Mohorič            | Mathieu van der Poel (2) | Dylan van Baarle           | Remco Evenepoel                  | Tadej Pogačar (2)            |
| 2023  | Mathieu van der Poel     | Tadej Pogačar            | Mathieu van der Poel       | Remco Evenepoel (2)              | Tadej Pogačar (3)            |
| 2024  | Jasper Philipsen         | Mathieu van der Poel (3) | Mathieu van der Poel (2)   | Tadej Pogačar (2)                | Tadej Pogačar (4)            |
| 2025  | Mathieu van der Poel (2) | Tadej Pogačar (2)        | Mathieu van der Poel (3)   | Tadej Pogačar (3)                |                              |

## Statistiques

### Records de victoires par course
| Course               | Première édition | Recordman                                                                                               | Nombre de victoires | Date          |
| -------------------- | ---------------- | --- | ------------------- | ------------- |
| Milan-San Remo       | 1907             | Eddy Merckx                                                                                             | 7                   | Mi-mars       |
| Tour des Flandres    | 1913             | Achiel Buysse Eric Leman Fiorenzo Magni Johan Museeuw Tom Boonen Fabian Cancellara Mathieu van der Poel | 3                   | Début avril   |
| Paris-Roubaix        | 1896             | Roger De Vlaeminck Tom Boonen                                                                           | 4                   | Début avril   |
| Liège-Bastogne-Liège | 1892             | Eddy Merckx                                                                                             | 5                   | Fin avril     |
| Tour de Lombardie    | 1905             | Fausto Coppi                                                                                            | 5                   | Début octobre |

### Vainqueurs d’au moins trois «Monuments»

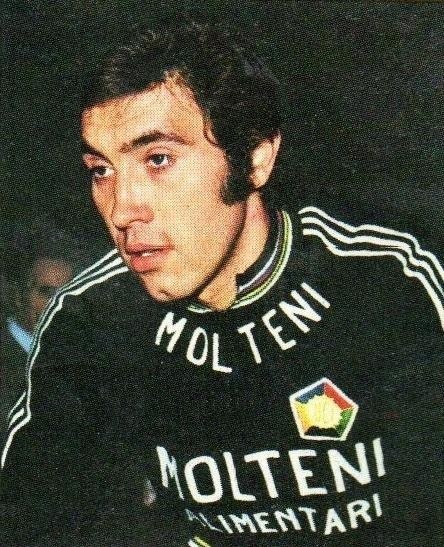
Eddy Merckx en 1974.

Seuls trois coureurs — tous Belges — ont remporté les cinq Monuments au cours de leur carrière : Roger De Vlaeminck, Rik Van Looy et Eddy Merckx.
Six coureurs en ont épinglé quatre différents à leur palmarès. Sean Kelly a remporté toutes les classiques à l’exception du Tour des Flandres, où il a échoué trois fois à la seconde place (1984, 1986 et 1987). Hennie Kuiper n’a lui jamais remporté Liège-Bastogne-Liège, alors qu’il a terminé deuxième en 1980. Alfred De Bruyne en a remporté quatre et terminé deuxième du Tour de Lombardie en 1955, tandis que Philippe Gilbert n’a pas gagné Milan-San Remo, mais compte deux places de troisième. Louison Bobet et Germain Derijcke sont les deux autres coureurs ayant remporté quatre de ces cinq compétitions.
Eddy Merckx détient le record de victoires de trois Monuments sur une même année, exploit qu’il a réalisé quatre fois en 1969, 1971, 1972 et 1975.
Merckx (en 1969 et 1971), Kelly (en 1984 et 1986) et Tadej Pogačar (2025) sont les seuls coureurs à être montés sur le podium de quatre des cinq Monuments lors d’une saison. Entre le Tour de Lombardie 2023 et Liège-Bastogne-Liège 2025, Pogačar monte sur tous les podiums des monuments auxquels il participe (8/10) dont un record de 6 podiums consécutifs.
Ci-dessous, les coureurs vainqueurs d’au moins trois classiques « Monuments », classés par nombre de victoires, puis par ordre chronologique.
| Coureurs             | Victoires | Victoires | Monuments | Monuments | Monuments | Monuments | Monuments | Total | Monuments différents |
| Coureurs             | Première  | Dernière  | M-SR      | TdF       | P-R       | L-B-L     | TdL       | Total | Monuments différents |
| -------------------- | --------- | --------- | --------- | --------- | --------- | --------- | --------- | ----- | -------------------- |
| Eddy Merckx          | 1966      | 1976      | 7         | 2         | 3         | 5         | 2         | 19    | 5                    |
| Roger De Vlaeminck   | 1970      | 1979      | 3         | 1         | 4         | 1         | 2         | 11    | 5                    |
| Costante Girardengo  | 1918      | 1928      | 6         |           |           |           | 3         | 9     | 2                    |
| Fausto Coppi         | 1946      | 1954      | 3         |           | 1         |           | 5         | 9     | 3                    |
| Sean Kelly           | 1983      | 1992      | 2         |           | 2         | 2         | 3         | 9     | 4                    |
| Tadej Pogačar        | 2021      | 2025      |           | 2         |           | 3         | 4         | 9     | 3                    |
| Rik Van Looy         | 1958      | 1965      | 1         | 2         | 3         | 1         | 1         | 8     | 5                    |
| Mathieu van der Poel | 2020      | 2025      | 2         | 3         | 3         |           |           | 8     | 3                    |
| Gino Bartali         | 1939      | 1950      | 4         |           |           |           | 3         | 7     | 2                    |
| Tom Boonen           | 2005      | 2012      |           | 3         | 4         |           |           | 7     | 2                    |
| Fabian Cancellara    | 2006      | 2014      | 1         | 3         | 3         |           |           | 7     | 3                    |
| Henri Pélissier      | 1911      | 1921      | 1         |           | 2         |           | 3         | 6     | 3                    |
| Alfredo Binda        | 1925      | 1931      | 2         |           |           |           | 4         | 6     | 2                    |
| Alfred De Bruyne     | 1956      | 1959      | 1         | 1         | 1         | 3         |           | 6     | 4                    |
| Francesco Moser      | 1975      | 1984      | 1         |           | 3         |           | 2         | 6     | 3                    |
| Moreno Argentin      | 1985      | 1991      |           | 1         |           | 4         | 1         | 6     | 3                    |
| Johan Museeuw        | 1993      | 2002      |           | 3         | 3         |           |           | 6     | 2                    |
| Gaetano Belloni      | 1915      | 1928      | 2         |           |           |           | 3         | 5     | 2                    |
| Rik Van Steenbergen  | 1944      | 1954      | 1         | 2         | 2         |           |           | 5     | 3                    |
| Bernard Hinault      | 1977      | 1984      |           |           | 1         | 2         | 2         | 5     | 3                    |
| Michele Bartoli      | 1996      | 2003      |           | 1         |           | 2         | 2         | 5     | 3                    |
| Paolo Bettini        | 2000      | 2006      | 1         |           |           | 2         | 2         | 5     | 3                    |
| Philippe Gilbert     | 2009      | 2019      |           | 1         | 1         | 1         | 2         | 5     | 4                    |
| Gaston Rebry         | 1931      | 1935      |           | 1         | 3         |           |           | 4     | 2                    |
| Alfons Schepers      | 1929      | 1935      |           | 1         |           | 3         |           | 4     | 2                    |
| Louison Bobet        | 1951      | 1956      | 1         | 1         | 1         |           | 1         | 4     | 4                    |
| Germain Derycke      | 1953      | 1958      | 1         | 1         | 1         | 1         |           | 4     | 4                    |
| Felice Gimondi       | 1966      | 1974      | 1         |           | 1         |           | 2         | 4     | 3                    |
| Walter Godefroot     | 1967      | 1978      |           | 2         | 1         | 1         |           | 4     | 3                    |
| Jan Raas             | 1977      | 1983      | 1         | 2         | 1         |           |           | 4     | 3                    |
| Hennie Kuiper        | 1981      | 1985      | 1         | 1         | 1         |           | 1         | 4     | 4                    |
| Erik Zabel           | 1997      | 2001      | 4         |           |           |           |           | 4     | 1                    |
| Alejandro Valverde   | 2006      | 2017      |           |           |           | 4         |           | 4     | 1                    |
| Léon Houa            | 1892      | 1894      |           |           |           | 3         |           | 3     | 1                    |
| Octave Lapize        | 1909      | 1911      |           |           | 3         |           |           | 3     | 1                    |
| René Vermandel       | 1921      | 1924      |           | 1         |           | 2         |           | 3     | 2                    |
| Giovanni Brunero     | 1922      | 1924      | 1         |           |           |           | 2         | 3     | 2                    |
| Romain Gijssels      | 1931      | 1932      |           | 2         | 1         |           |           | 3     | 2                    |
| Achiel Buysse        | 1940      | 1943      |           | 3         |           |           |           | 3     | 1                    |
| Fiorenzo Magni       | 1949      | 1951      |           | 3         |           |           |           | 3     | 1                    |
| Émile Daems          | 1960      | 1963      | 1         |           | 1         |           | 1         | 3     | 3                    |
| Jo de Roo            | 1962      | 1965      |           | 1         |           |           | 2         | 3     | 2                    |
| Tom Simpson          | 1961      | 1965      | 1         | 1         |           |           | 1         | 3     | 3                    |
| Eric Leman           | 1970      | 1973      |           | 3         |           |           |           | 3     | 1                    |
| Andreï Tchmil        | 1994      | 2000      | 1         | 1         | 1         |           |           | 3     | 3                    |
| Andrea Tafi          | 1996      | 2002      |           | 1         | 1         |           | 1         | 3     | 3                    |
| Peter Van Petegem    | 1999      | 2003      |           | 2         | 1         |           |           | 3     | 2                    |
| Damiano Cunego       | 2004      | 2008      |           |           |           |           | 3         | 3     | 1                    |
| Óscar Freire         | 2004      | 2010      | 3         |           |           |           |           | 3     | 1                    |
| Vincenzo Nibali      | 2015      | 2018      | 1         |           |           |           | 2         | 3     | 2                    |

### Palmarès par nation

#### Nombre de victoires par nation
Après Liège-Bastogne-Liège 2025
| #   | Pays        | Victoires | Monuments | Monuments | Monuments | Monuments | Monuments | Monuments différents |
| #   | Pays        | Victoires | M-SR      | TdF       | P-R       | L-B-L     | TdL       | Monuments différents |
| --- | ----------- | --------- | --------- | --------- | --------- | --------- | --------- | -------------------- |
| 1.  | Belgique    | 222       | 23        | 69        | 57        | 61        | 12        | 5                    |
| 2.  | Italie      | 157       | 51        | 11        | 14        | 12        | 69        | 5                    |
| 3.  | France      | 62        | 14        | 3         | 28        | 5         | 12        | 5                    |
| 4.  | Pays-Bas    | 36        | 5         | 13        | 10        | 4         | 4         | 5                    |
| 5.  | Suisse      | 21        | 2         | 4         | 4         | 6         | 5         | 5                    |
| 6.  | Allemagne   | 13        | 7         | 2         | 2         | 2         | .         | 4                    |
| 7.  | Espagne     | 11        | 5         | .         | .         | 4         | 2         | 3                    |
| 7.  | Irlande     | 11        | 2         | .         | 2         | 3         | 4         | 4                    |
| 9.  | Slovénie    | 11        | 1         | 2         | .         | 4         | 4         | 4                    |
| 10. | Australie   | 5         | 2         | .         | 2         | 1         | .         | 3                    |
| 10. | Danemark    | 5         | .         | 2         | .         | 2         | 1         | 3                    |
| 10. | Luxembourg  | 5         | .         | .         | 1         | 3         | 1         | 3                    |
| 13. | Royaume-Uni | 4         | 2         | 1         | .         | .         | 1         | 3                    |
| 14. | Kazakhstan  | 3         | .         | .         | .         | 3         | .         | 1                    |
| 15. | Norvège     | 2         | 1         | 1         | .         | .         | .         | 2                    |
| 15. | Russie      | 2         | .         | .         | .         | 1         | 1         | 2                    |
| 15. | Slovaquie   | 2         | .         | 1         | 1         | .         | .         | 2                    |
| 18. | Colombie    | 1         | .         | .         | .         | .         | 1         | 1                    |
| 18. | États-Unis  | 1         | .         | .         | .         | 1         | .         | 1                    |
| 18. | Lituanie    | 1         | .         | .         | .         | .         | 1         | 1                    |
| 18. | Moldavie    | 1         | .         | .         | 1         | .         | .         | 1                    |
| 18. | Pologne     | 1         | 1         | .         | .         | .         | .         | 1                    |
| 18. | Suède       | 1         | .         | .         | 1         | .         | .         | 1                    |

#### Pays ayant remporté les cinq monuments cyclistes
Cinq pays ont réussi à remporter les cinq monuments cyclistes, avec par ordre chronologique :
- la Belgique, après la victoire de Philippe Thys sur le Tour de Lombardie 1917 ;
- la France, après la victoire de Louison Bobet sur le Tour des Flandres 1955 ;
- les Pays-Bas, après la victoire d’Arie den Hartog sur le Milan-San Remo 1965 ;
- l'Italie, après la victoire de Carmine Preziosi sur le Liège-Bastogne-Liège 1965 ;
- la Suisse, après la victoire de Tony Rominger sur le Tour de Lombardie 1989.

#### Pays ayant réalisé le Grand Chelem
La Belgique est le seul pays à avoir remporté les 5 monuments cyclistes la même année. Elle a réussi cette performance à trois reprises : 1969, 1972 et 1976. Fait remarquable, les cinq vainqueurs belges de 1976 étaient tous différents.

#### Vainqueurs de 5 nationalités différentes la même année
À huit reprises, les vainqueurs des cinq monuments cyclistes étaient de cinq nationalités différentes : en 1964, 1979, 1985, 1993, 2014, 2016, 2018 et 2019, réflétant l’internationalisation croissante du cyclisme.
Entre le Tour des Flandres 2015 et le Tour des Flandres 2017, les monuments cyclistes ont même connu onze vainqueurs consécutifs de nationalités différentes.

## Autres courses prestigieuses
Outre les cinq Monuments, le cyclisme sur route compte aussi annuellement quatre autres courses importantes, anciennes et prestigieuses que sont les trois Grands Tours qui se courent sur trois semaines (Tour d’Italie, Tour de France et Tour d’Espagne) ainsi que la course en ligne des Championnats du monde de cyclisme sur route. Ces neuf courses sont les plus importantes du cyclisme sur route.
Eddy Merckx est le seul coureur à avoir remporté ces neuf courses pour un total de 33 victoires. Fausto Coppi (17 victoires sur 6 courses différentes) et Bernard Hinault (16 victoires sur 7 courses différentes) complètent ce podium.
Après s’être posé la question de savoir si l’Amstel Gold Race était un monument du cyclisme,, depuis le début des années 2020 les suiveurs du cyclisme débattent au sujet des Strade Bianche. Nombre d’entre eux considèrent qu’il manque à cette course une dimension historique. En effet, elle n’existe que depuis 2008 et semble grandement bénéficier de la mode gravel et de l’enthousiasme pour « les courses antiques ». Par ailleurs, la course serait trop courte pour être qualifiée de monument. À l’inverse, les Strade Bianche possède un cadre esthétique apprécié des suiveurs qui la mette en valeur. De plus, son arrivée particulière à Sienne ainsi que les chemins blancs présents sur le parcours permettent de distinguer cette course des autres classiques du calendrier cycliste. Elle dispose de ses propres spécificités reconnaissables. Enfin, de nombreux suiveurs considèrent que les récentes éditions de cette course, attirant et sacrant de plus en plus de coureurs prestigieux (Julian Alaphilippe, Wout van Aert, Tadej Pogačar, Mathieu van der Poel ou encore Tom Pidcock), et développant des scenarii de plus en plus complexes et intenses, font de cette course un véritable monument.
En leurs temps, Bordeaux-Paris et Paris-Tours furent également deux autres courses prestigieuses.